# Epicaerus
Epicaerus är ett släkte av skalbaggar. Epicaerus ingår i familjen vivlar.

## Dottertaxa tillEpicaerus, i alfabetisk ordning[1]
- Epicaerus aequalis
- Epicaerus aeruginosus
- Epicaerus albosquamosus
- Epicaerus amulae
- Epicaerus aurifer
- Epicaerus benjamini
- Epicaerus bicolor
- Epicaerus biformis
- Epicaerus calvus
- Epicaerus capetillensis
- Epicaerus carinatus
- Epicaerus carteri
- Epicaerus centralis
- Epicaerus championi
- Epicaerus cognatus
- Epicaerus concolor
- Epicaerus constans
- Epicaerus convexus
- Epicaerus costatus
- Epicaerus costicollis
- Epicaerus coxalis
- Epicaerus cultripennis
- Epicaerus curvipes
- Epicaerus cyphus
- Epicaerus decoratus
- Epicaerus depilis
- Epicaerus durangoensis
- Epicaerus elegantulus
- Epicaerus elengantulus
- Epicaerus fallax
- Epicaerus formidolosus
- Epicaerus foveicollis
- Epicaerus foveifrons
- Epicaerus fronterae
- Epicaerus godmani
- Epicaerus grandis
- Epicaerus gravidus
- Epicaerus griseus
- Epicaerus hispidus
- Epicaerus hoegei
- Epicaerus hystriculus
- Epicaerus imbricatus
- Epicaerus impar
- Epicaerus inaequalis
- Epicaerus inflatus
- Epicaerus insolitus
- Epicaerus jugicolla
- Epicaerus laevinasus
- Epicaerus lateralis
- Epicaerus lepidotus
- Epicaerus lucanus
- Epicaerus luctuosus
- Epicaerus macropterus
- Epicaerus macropus
- Epicaerus marginatus
- Epicaerus mexicanus
- Epicaerus minor
- Epicaerus monclovae
- Epicaerus morosus
- Epicaerus nebulosus
- Epicaerus neglectus
- Epicaerus niger
- Epicaerus oculatus
- Epicaerus opacus
- Epicaerus operculatus
- Epicaerus oscillator
- Epicaerus parade
- Epicaerus pavidus
- Epicaerus pedestris
- Epicaerus planirostris
- Epicaerus praeteritus
- Epicaerus proximus
- Epicaerus pumilus
- Epicaerus pyriformis
- Epicaerus ravidus
- Epicaerus reversus
- Epicaerus samson
- Epicaerus scutellaris
- Epicaerus sexcostatus
- Epicaerus similis
- Epicaerus simplex
- Epicaerus smithi
- Epicaerus sphaeroides
- Epicaerus squalidus
- Epicaerus squamosus
- Epicaerus sturmi
- Epicaerus sulcatus
- Epicaerus sulcirostris
- Epicaerus tenuis
- Epicaerus texanus
- Epicaerus transversepunctatus
- Epicaerus tristis
- Epicaerus truquianus
- Epicaerus uniformis
- Epicaerus vadosus
- Epicaerus variolosus
- Epicaerus wickhami
- Epicaerus vilis